# Jack Vettriano
Jack Vettriano, geboren als Jack Hoggan OBE (Methil, 17 november 1951 – Nice, 1 maart 2025), was een Schotse kunstschilder.

## Levensloop
Vettriano werd in 1951 geboren in de Schotse plaats Methil, gelegen in het raadsgebied Fife. Daar groeide hij op tot hij op vijftienjarige leeftijd van school ging om in de mijnen te gaan werken. Zijn leven veranderde op zijn twintigste verjaardag, toen hij van zijn vriendin een waterverfsetje kreeg. Vanaf dat moment hield hij zich bezig met zichzelf leren tekenen en schilderen. Het lokale Kirkcaldy museum en kunstgalerie, met zijn 19e- en 20e-eeuwse collectie, was een grote inspiratie voor hem.
Het duurde nog veertien jaar voordat Vettriano zijn werken publiek wilde laten zien. In 1989 diende hij twee schilderijen in voor de jaarlijkse tentoonstelling van de Royal Scottish Academy. De twee werken werden op de eerste dag verkocht. Het jaar daarop kregen de drie werken op de prestigieuze zomertentoonstelling op de Royal Academy of Arts dezelfde overweldigende reacties.
De laatste negen jaar groeide de interesse in het werk van Vettriano snel. In Edinburgh, Londen, Hongkong en Johannesburg waren zijn solovoorstellingen totaal uitverkocht. In november 1999 werd zijn werk voor het eerst getoond in New York op The International 20th Century Arts Fair. Vijftig verzamelaars uit het Verenigd Koninkrijk kwamen op de tentoonstelling af en binnen een uur na de opening waren alle twintig schilderijen verkocht.
Naast zijn tentoonstellingen verkocht Vettriano ook posters waarmee hij een grote schare fans heeft verkregen. Zijn posterdrukken worden wereldwijd verspreid. Zijn schilderij The Singing Butler uit 1992 is een bestseller in het Verenigd Koninkrijk. De schilderijen van Vettriano kunnen wereldwijd worden gevonden in privé-, bedrijfs- en publieke collecties.
Vettriano werd op 1 maart 2025 dood aangetroffen in zijn appartement in Nice.
- Gemeinsame Normdatei: 124424155
- International Standard Name Identifier: 0000 0001 1636 0949
- Library of Congress Control Number: no96004180
- MusicBrainz: 4b208375-b4d8-4626-a1df-55942c310234
- Nationale Bibliotheek van Tsjechië: jo2012695418
- Nationale Bibliotheek van Israël: 987007434357105171
- RKD-Nederlands Instituut voor Kunstgeschiedenis: 305033
- Système universitaire de documentation: 080483682
- Union List of Artist Names: 500190890
- Virtual International Authority File: 47693939
- WorldCat: E39PBJpJcJkdjbMb3jcdtQWxDq